# Delta Aquilae
Delta Aquila is een dubbelster in het sterrenbeeld Arend. De ster staat soms ook bekend als Denebokab.